# Землетрясение в Дамгане
Землетрясение в Дамгане (Дамганское землетрясение, Кумисское землетрясение) — стихийное бедствие, которое произошло 22 декабря 856 года на территории современного Ирана. Землетрясение имело расчетную магнитуду 7,9 и максимальную интенсивность X (экстремальная) по шкале интенсивности Меркалли.
Мейзосейсмическая зона (область максимального ущерба) простиралась примерно на 350 километров вдоль южного края восточной части горной системы Эльбурс, включая территории провинций Табаристан и Голестан (в то время Горган). Эпицентр землетрясения, по оценкам сейсмологов, находится недалеко от города Дамган, который в то время был столицей провинции Кумис Парфянского царства.
Кумисское землетрясение привело к гибели около 200 тысяч человек и включено в список Геологической службы США как шестое по величине землетрясение в зарегистрированной истории; в самом Иране оно уже больше тысячелетия с большим отрывом сохраняет печальное лидерство по числу жертв; число погибших пытаются уточнить по сей день.